# Eternamente Manuela
Eternamente Manuela es una telenovela colombiana producida por RCN Televisión en 1995. Bajo la dirección de Miguel Varoni, estuvo protagonizada por Aura Cristina Geithner y Alejandro Martínez (curiosamente ya habían protagonizado La rosa de los vientos), con las participaciones antagónicas de Braulio Castillo Jr, Pilar Uribe e Isabella Santodomingo y con las actuaciones estelares de Carolina Sabino, Juan Carlos Vargas, Héctor de Malba y Judy Henríquez. Es una historia original de Bernardo Romero Pereiro (†).

## Sinopsis
Manuela (Aura Cristina Geithner) es una bella joven que trabaja al lado de su novio, Mateo (Alejandro Martínez), en la emisora de su pueblo. Pero al enterarse del asesinato de sus padres, decide marcharse de allí y olvidar todo lo que le provoca rencor, incluso, dejar a un lado a su novio.
Manuela llega a la ciudad y se hospeda en la casa de sus tíos, pero no es muy bien recibida. Su prima Cristina (Pilar Uribe) la odia y la envidia por su belleza, la cual atrae a un millonario, Francisco Grijalba (Braulio Castillo Jr). Con el tiempo Manuela se hace esposa de Francisco, pero descubre muy tarde que vive al lado de un enfermo, psicópata y obsesivo que le hará la vida imposible.
Mientras tanto Mateo, que es ahora un cantante reconocido, no deja de buscar a Manuela, pero sus intentos son infructuosos y decide olvidarla; aunque le guarde rencor. Manuela deberá arriesgarse para no perder a ese amor verdadero, así el destino le baraje en su contra.

## Elenco
- Aura Cristina Geithner - Manuela Quijano Herrera
- Alejandro Martínez - Mateo Cobo Robles
- Braulio Castillo Jr. - Francisco Grijalba
- Pilar Uribe - Cristina Quijano Fernández
- Carolina Sabino - Fernanda Correa
- Isabella Santodomingo - Roberta Santos
- Juan Carlos Vargas - Alfonso Grijalba
- Alberto Pujol - Tío de Manuela y Padre de Cristina
- Jennifer Steffens - María del Carmen Fernández de Quijano
- Judy Henríquez - Ruby Castillo
- Bernardo González - Esteban
- Héctor de Malba - Gabriel Escudero
- Maguso † - Aleli
- Larry Guillermo Mejía - Monedita
- Gustavo Corredor - Padre de Manuela
- Gloria Zapata - Madre de Manuela
- Adriana Dávila - Ignacia Quijano Herrera (Hermana de Manuela)
- Javier Gnecco - Roberto Manjares
- Geraldine Zivic - Laura
- Haydée Ramírez - Sara
- Orlando Pardo
- Carolina Trujillo - Rosita

## Premios y nominaciones

### Premios TVyNovelas
| Año  | Categoría                              | Nominado                | Resultado |
| ---- | -------------------------------------- | ----------------------- | --------- |
| 1996 | Mejor telenovela                       | Mejor telenovela        | Ganadora  |
| 1996 | Mejor actriz protagónica de telenovela | Aura Cristina Geithner  | Ganadora  |
| 1996 | Mejor actor antagónico de telenovela   | Braulio Castillo Jr.    | Ganador   |
| 1996 | Mejor libretista de telenovela         | Bernardo Romero Pereiro | Ganador   |
| 1996 | Mejor director de telenovela           | Miguel Varoni           | Ganador   |

### Premios India Catalina
| Año  | Categoría                             | Nominado         | Resultado |
| ---- | ------------------------------------- | ---------------- | --------- |
| 1996 | Mejor telenovela                      | Mejor telenovela | Nominada  |
| 1996 | Mejor actriz de reparto de telenovela | Judy Henríquez   | Nominada  |

### Premios Simón Bolívar
| Año  | Categoría        | Nominado                                 | Resultado |
| ---- | ---------------- | ---------------------------------------- | --------- |
| 1996 | Mejor libretista | Bernardo Romero Pereiro y Monica Agudelo | Ganadores |